# شوكلاتش أوفيات (تشيشير)
شوكلاتش أوفيات (بالإنجليزية: Shocklach Oviatt)‏ هي قرية تقع في المملكة المتحدة.